# Dworzec Białoruski (film)
Dworzec Białoruski (tyt. oryg. ros. Белорусский вокзал) – radziecki melodramat z 1970 roku w reżyserii Andrieja Smirnowa. Film ukazuje wydarzenia jednego dnia, spotkanie po przeszło 25 latach czterech byłych towarzyszy broni. Prosta opowieść o zwykłych ludziach, którzy przeszli wojnę i teraz wiodą życie zwykłych obywateli.

## Fabuła
Grupa weteranów wojennych, byłych żołnierzy 10 batalionu desantowego spotyka się na pogrzebie towarzysza broni, Walentina Matwiejewa. Kiedyś walczyli w jednym oddziale, ale po wojnie ich losy ułożyły się różnie. Jeden z nich jest dyrektorem fabryki, inny księgowym, kolejny dziennikarzem, a Iwan ślusarzem. Chcąc uczcić spotkanie bohaterowie wędrują po Moskwie w poszukiwaniu miejsca na biesiadę. Azyl odnajdują w domu Raisy, która także ma za sobą frontową przeszłość, a kiedyś darzyła uczuciem zmarłego Walentina.

## Obsada
- Jewgienij Leonow jako Iwan Prichodko
- Anatolij Papanow jako Nikołaj Dubinski
- Wsiewołod Safonow jako Aleksiej Kiriuszyn
- Aleksiej Głazyrin jako Wiktor Charłamow
- Nina Urgant jako Raisa
- Lubow Sokołowa jako Luba, żona Prichodki
- Nikołaj Wołkow jako zwierzchnik Dubinskiego
- Margarita Tieriechowa jako Natalia Szypiłowa
- Aleksandr Janwariew jako Sasza
- Nikifor Kołofidin jako generał Andriej Puchow
- Jurij Orłow jako Wołodia Matwiejew